# معزوب عباد (الرضمة)

تعديل مصدري - تعديل

معزوب عبَّاد قرية تابعة لعزلة سودان بمديرية الرضمة إحدى مديريات محافظة إب في الجمهورية اليمنية.، بلغ تعداد سكانها 300 حسب تعداد اليمن لعام 2004.